# Svalöv (gemeente)
Svalöv is een Zweedse gemeente in Skåne. De gemeente behoort tot de provincie Skåne län. Ze heeft een totale oppervlakte van 391,1 km² en telde 12.973 inwoners in 2004.

## Plaatsen
| # | Plaats          | Inwoneraantal |
| - | --------------- | ------------- |
| 1 | Svalöv (plaats) | 3 344         |
| 2 | Teckomatorp     | 1 644         |
| 3 | Kågeröd         | 1 413         |
| 4 | Billeberga      | 948           |
| 5 | Röstånga        | 846           |
| 6 | Tågarp          | 434           |
| 7 | Axelvold        | 73            |
| 8 | Ask             | 69            |
| 9 | Stenestad       | 56            |

Een klein deel van Tågarp ligt in de gemeente Landskrona.

## Partnergemeenten
- Łobez (Polen)
- Kėdainiai (Litouwen)
- Kyritz (Duitsland)

Ängelholm · Åstorp · Båstad · Bjuv · Bromölla · Burlöv · Eslöv · Hässleholm · Helsingborg · Höganäs · Höör · Hörby · Kävlinge · Klippan · Kristianstad · Landskrona · Lomma · Lund · Malmö · Örkelljunga · Osby · Östra Göinge · Perstorp · Simrishamn · Sjöbo · Skurup · Staffanstorp · Svalöv · Svedala · Tomelilla · Trelleborg · Vellinge · Ystad